# Giorgia Bronzini
Giorgia Bronzini (Piacenza, Emília-Romanya, 3 d'agost de 1983) és una ciclista italiana, que combina tant la carretera com el ciclisme en pista, concretament en la puntuació. Professional des del 2003 fins al 2018.
Del seu palmarès en ruta destaca, sobretot, els dos Campionats del món el 2010 i 2011. En la pista també s'ha proclamat Campiona del món en Puntuació. També va participar en tres Jocs Olímpics d'estiu.

## Palmarès en pista
- 2001
  -  Campiona del món júnior en Puntuació
  -  Campiona d'Europa júnior en Puntuació
- 2003
  -  Campiona d'Europa sub-23 en Puntuació
- 2008
  -  Campiona d'Itàlia en Puntuació
- 2009
  -  Campiona del món en Puntuació
  -  Campiona d'Itàlia en Puntuació
- 2010
  -  Campiona d'Itàlia en Puntuació
  -  Campiona d'Itàlia en Scratch
- 2012
  -  Campiona d'Itàlia en Puntuació
- 2013
  -  Campiona d'Itàlia en Keirin

### Resultats a laCopa del Món
- 2005-2006
  - 1a a Los Angeles, en Puntuació
- 2006-2007
  - 1a a Moscou, en Puntuació
- 2007-2008
  - 1a a Sydney, en Puntuació
- 2008-2009
  - 1r a la Classificació general i a la prova de Cali, en Puntuació
- 2009-2010
  - 1r a la Classificació general i a les proves de Melbourne i Cali, en Puntuació
- 2010-2011
  - 1r a la Classificació general i a la prova de Cali, en Puntuació

## Palmarès en ruta
- 2003
  - Vencedora de 3 etapes al Giro de Toscana-Memorial Michela Fanini
- 2004
  - Vencedora d'una etapa al Novilon Euregio Cup
  - Vencedora de 3 etapes a l'Eko Tour Dookola Polski
  - Vencedora d'una etapa al Holland Ladies Tour
- 2005
  - 1a al Gran Premi de Brissago
  - 1a al Giro del Friül
  - 1a a la Volta a Nuremberg
  - Vencedora de 2 etapes al Giro del Trentino
  - Vencedora de 3 etapes al Giro d'Itàlia
  - Vencedora de 2 etapes del Giro de Toscana-Memorial Michela Fanini
- 2006
  - Vencedora d'una etapa al Trofeu d'Or
  - Vencedora d'una etapa al Giro de Toscana-Memorial Michela Fanini
- 2007
  - 1a a la Novilon Euregio Cup
  - 1a al Gran Premi de Dottignies
  - 1a al Gran Premi della Liberazione
  - Vencedora de 2 etapes del Tour de Prince Edward Island
  - Vencedora d'una etapa al Giro d'Itàlia
  - Vencedora de 2 etapes al Trofeu d'Or
  - Vencedora d'una etapa al Giro de Toscana-Memorial Michela Fanini
- 2008
  - 1a al Campionat de Zúric
  - Vencedora de 2 etapes a la Volta a Polònia
  - Vencedora d'una etapa a la Ruta de França
  - Vencedora de 4 etapes al Trofeu d'Or
- 2009
  - 1a al Gran Premi della Liberazione
  - 1a al Gran Premi Carnevale d'Europa
  - Vencedora d'una etapa al Ladies Tour of Qatar
  - Vencedora de 3 etapes del Tour de Prince Edward Island
  - Vencedora d'una etapa al Giro de Toscana-Memorial Michela Fanini
- 2010
  -  Campiona del món en ruta
  - 1a al Gran Premi Carnevale d'Europa
  - Vencedora d'una etapa al Ladies Tour of Qatar
  - Vencedora de 2 etapes al Giro de Toscana-Memorial Michela Fanini
- 2011
  -  Campiona del món en ruta
  - 1a al Gran Premi de Gatineau
  - 1a al Liberty Classic
  - 1a al Gran Premi della Liberazione
  - Vencedora de 3 etapes del Nature Valley Grand Prix
- 2012
  - Vencedora de 3 etapes al Trofeu d'Or
  - Vencedora de 2 etapes al Giro de Toscana-Memorial Michela Fanini
- 2013
  - 1a a la Clàssica Ciutat de Pàdua
  - 1a al Knokke-Heist-Bredene
  - 1a al Tour a l'illa de Zhoushan i vencedora d'una etapa
  - Vencedora de 6 etapes a la Ruta de França
  - Vencedora de 3 etapes del Tour de l'Ardecha
  - Vencedora d'una etapa al Giro d'Itàlia
  - Vencedora d'una etapa al Gran Premi Elsy Jacobs
  - Vencedora d'una etapa al Tour of Chongming Island
  - Vencedora d'una etapa al Giro de Toscana-Memorial Michela Fanini
- 2014
  - 1a al Gran Premi de Dottignies
  - 1a a la RideLondon-Classique
  - Vencedora d'una etapa al Tour of Chongming Island
  - Vencedora d'una etapa al Tour a l'illa de Zhoushan
  - Vencedora d'una etapa al Giro d'Itàlia
  - Vencedora d'una etapa a la Ruta de França
  - Vencedora de 3 etapes del Tour de l'Ardecha
- 2015
  - 1a a la Drentse Acht van Westerveld
  - 1a al Tour of Chongming Island World Cup
  - Vencedora d'una etapa al Santos Women's Tour
  - Vencedora de 2 etapes a la Ruta de França
- 2016
  - 1a al Gran Premi de Dottignies
  - Vencedora d'una etapa a l'Emakumeen Euskal Bira
  - Vencedora de 2 etapes al Giro d'Itàlia
- 2017
  - Vencedora d'una etapa a la Volta a Califòrnia
- 2018
  - Vencedora d'una etapa al Tour de Chongming Island